# Austinita
L'austinita és un mineral de la classe dels arsenats que pertany al grup de l'adelita-descloizita. Va ser descoberta l'any 1935, sent anomenada per Lloyd Williams Staples en honor d'Austin Flint Rogers (1877-1957), mineralogista nord-americà de la Universitat Stanford.

## Característiques
És un arsenat de calci i zinc, amb fórmula CaZn(AsO₄)(OH). És l'equivalent amb zinc de la cobaltaustinita i la niquelaustinita. Cristal·litza en el sistema ortoròmbic formant cristalls ortoròmbics ben desenvolupats. També s'hi pot trobar en hàbit acicular allargat a l'eix c, radial, en crostes fibroses o en nòduls. És el terme extrem amb zinc d'una sèrie de solució sòlida a l'altre extrem de la qual hi ha la conicalcita, donant una família de minerals ortoròmbics substituint gradualment el zinc per coure. La seva duresa a l'escala de Mohs oscil·la entre 4 i 4,5.
Segons la classificació de Nickel-Strunz, l'austinita pertany a «08.BH: Fosfats, etc. amb anions addicionals, sense H₂O, amb cations de mida mitjana i gran, (OH, etc.):RO₄ = 1:1» juntament amb els següents minerals: thadeuita, durangita, isokita, lacroixita, maxwellita, panasqueiraita, tilasita, drugmanita, bjarebyita, cirrolita, kulanita, penikisita, perloffita, johntomaita, bertossaita, palermoita, carminita, sewardita, adelita, arsendescloizita, cobaltaustinita, conicalcita, duftita, gabrielsonita, nickelaustinita, tangeita, gottlobita, hermannroseita, čechita, descloizita, mottramita, pirobelonita, bayldonita, vesignieita, paganoita, jagowerita, carlgieseckeita-(Nd), attakolita i leningradita.

## Formació i jaciments
Es pot trobar a les zones d'oxidació dels jaciments de metalls. És un mineral rar, i només apareix en aquestes zones si els dipòsits metal·lífers estan molt enriquits en arsènic. Sol trobar-se associada a altres minerals com el quars, la limonita i l'adamita. Va ser descoberta a la mina Gold Hill, al Comtat de Tooele (Utah, Estats Units). També ha estat descrita en altres indrets dels Estats Units, Alemanya, Austràlia, Àustria, Bolívia, Bulgària, Espanya, França, Grècia, Hongria, el Marroc, Mèxic, Namíbia, Polònia, Xile, la Xina i Zàmbia. A Catalunya se n'ha trobat a la mina Linda Mariquita, al Molar (Priorat, Tarragona).